# Мертініш
Мертініш (рум. Mărtiniș) — село у повіті Харгіта в Румунії. Адміністративний центр комуни Мертініш.
Село розташоване на відстані 207 км на північ від Бухареста, 35 км на південний захід від М'єркуря-Чука, 149 км на південний схід від Клуж-Напоки, 66 км на північ від Брашова.

## Населення
За даними перепису населення 2002 року у селі проживали 622 особи.
Національний склад населення села:
| Національність | Кількість осіб | Відсоток |
| -------------- | -------------- | -------- |
| угорці         | 608            | 97,7%    |
| румуни         | 10             | 1,6%     |

Рідною мовою назвали:
| Мова      | Кількість осіб | Відсоток |
| --------- | -------------- | -------- |
| угорська  | 610            | 98,1%    |
| румунська | 8              | 1,3%     |